# Louis Owens
Louis Owens (Lompoc, Califòrnia 1947). Escriptor nord-americà. Amb ascendents cherokees, choctaws i irlandesos, es graduà a la universitat i treballà com a bomber forestal. Ha estat lector a diverses universitats i ha escrit The sharperst sight (1995), Wolfsong (1995), Bone game: a novel (1996), Nightland (1996), Dark river (1999) i els estudis com Other destinies: understanding the American indian novel (1994).